# 影山一郎
影山 一郎（1970年3月3日 - ）は、日本の歌手。

## 来歴
高校を卒業後、地元企業に就職、2010年3月に退職し、プロの歌手になる為にすべてをリセットして上京。ライブを中心にインディーズ歌手として活動した後、2012年9月ビクターエンタテインメントから「もしアニソンがすべて昭和のロボットアニメ風だったら」でメジャーデビュー。

## 活動履歴
- 2008年5月　動画投稿サイトニコニコ動画に歌ってみた動画を初投稿。
- 2009年9月　株式会社247Music主催による「ニワンゴ＋247Musicニコ生☆生うたオーディション～注文の多い音楽祭～ 」に出場。オーディション第1回一次選考に影山ヒロノブの｢CHA-LA HEAD-CHA-LA｣で参戦、セミファイナルまで進出した。
- 2009年10月　音楽ループ素材集ソフト「Sound PooL vol.7 ～ 兄音♪燃えろ！ヒーロー ～」サンプルデモ曲「バトライガーのテーマ」「無敵超人リンジャー」のヴォーカルを担当。
- 2010年4月　株式会社247Music主催による「生うた後夜祭ライブ」に出演。ライブ会場：SHIBUYA PLEASURE PLEASURE
- 2010年5月　株式会社みぃまぐるーぷ主催による「SMILE STANDARD vol.03」に出演。　ライブ会場：川崎CLUB CITTA'
- 2010年5月　音楽同人サークル田村包（タムラグルミ）制作による特撮ヒーローアレンジCD「Herosyndrome Extra（JASRAC許諾番号／R-1040059）」にヴォーカルとして参加。
- 2011年5月　グラフィックデザイン事務所tokyocolors.com テーマソング「デザイン戦隊トーキョーカラーズ」ヴォーカルを担当。
- 2011年5月　音楽同人サークル田村包（タムラグルミ）制作による特撮ヒーローアレンジCD「HeroSyndrome Edition Red（JASRAC許諾番号／R-1140068）」「HeroSyndrome Edition Blue（JASRAC許諾番号／R-1140060）」にヴォーカルとして参加。
- 2011年7月　ROBO太主催による「Z-mode:03ライブ」に出演。ライブ会場：田町Studio Cube 326
- 2011年7月　オニヨン主催による「Smile Singer Festival Vol.1」に出演。ライブ会場：Shibuya Milkyway
- 2011年8月 秋葉原MOGRA主催による「Animog Summer Live 2011 -amenbow-」に出演。ライブ会場：秋葉原MOGRA
- 2011年10月　音楽同人サークル田村包（タムラグルミ）制作によるアニソンアレンジCD「平成バトルアニメソングアレンジ１（JASRAC許諾番号／R-1100383）」にヴォーカルとして参加。
- 2011年11月　TBSテレビ「もてもてナインティナイン」にアニソンワケメンとして出演。
- 2012年3月　特撮ヒーローオンリーライブ「Japan SFX song Singers Project vol.1」心に眠るヒーローを呼び覚ませ！ 主催、出演。
- 2012年9月　ビクターエンタテインメントより「もしアニソンがすべて昭和のロボットアニメ風だったら」でメジャーデビュー。
- 2012年9月　Nack5「STROBE NIGHT!」にゲスト出演。
- 2012年10月　USTREAM放送「AHSのUstream公式配信チャンネル」にゲスト出演。
- 2012年11月　第400回 ネットラジオ ザ* ノイジーズ 「本日のお題：やったゼ！400回！昭和のロボットアニメについて語ろう！」にゲスト出演。
- 2012年11月　USTREAM放送「どんどん夢が叶う* メディカツ」にゲスト出演。
- 2012年11月　エフエム西東京 Nちゃんねる(仮) 「アニソン鑑定団」 にゲスト出演。
- 2012年12月　日本テレビ「ものまねグランプリ　ザ* トーナメント2012」アニソンファミリーとして出演。水木一郎のものまねで本人と初共演を果たす。
- 2013年1月　ROBO太主催による「GIRIGIRI-mode～2013 START UP！～」に出演。ライブ会場：田町Studio Cube 326
- 2013年2月　声優 泰勇気主催による「MIXPLOSION2013-222(にゃんにゃんにゃん)」出演。ライブ会場：池袋BlackHole
- 2013年3月　T.M.Revolution が立ち上げた東日本大震災チャリティープロジェクト「これからもずっと、想いをひとつに…　STAND UP！JAPAN」ネット放送生出演。
- 2013年4月　香川県のローカルヒーロー「石匠庵神レムジア」 主題歌のヴォーカルを担当。正式タイトル「石匠庵神レムジア 時を越えて (feat. 影山一郎)」
- 2013年4月　音楽同人サークル田村包（タムラグルミ）制作による特撮アレンジCD「Hero Syndrome KIZUNA ～絆～」（JASRAC許諾番号／R-1340984）」にヴォーカルとして参加。
- 2013年5月　ROBO太主催による「STUDIO CUBE 326 FINAL LIVE ～THANKS～ 」出演。ライブ会場：田町Studio Cube 326
- 2013年6月　テレビ東京「ドリームクリエイター」歌ってみた特集に出演。
- 2013年6月　日本テレビ「ZIP!」チューモーク！コーナーに出演。

### テレビドラマ
- 99.9-刑事専門弁護士- 第2話（2016年4月24日、TBS） - 影山一郎 本人役

### タイアップ
| 楽曲                                                               | タイアップ                                                                               |
| ------------------------------------------------------------------ | ---------------------------------------------------------------------------------------- |
| お寿司戦隊シャリダー                                               | タカラトミーアーツ『お寿司戦隊シャリダー』テーマソング                                   |
| 軍艦イクラスのテーマ                                               | タカラトミーアーツ『お寿司戦隊シャリダー』テーマソング                                   |
| 大空に吠えろ                                                       | タイヨーエレック『CR機動新撰組 萌えよ剣3』                                               |
| 植物ヒーロー ムラサキケマン                                        | NHK for School『ブレイクッ！「ほうかごソングス」』                                       |
| びっくら？たまご 仮面ライダーエグゼイド レベルアップライダー入浴剤 | 株式会社バンダイ『びっくら？たまご 仮面ライダーエグゼイド レベルアップライダー入浴剤』CM |